# Anthrax epilais
Anthrax epilais är en tvåvingeart som först beskrevs av Christian Rudolph Wilhelm Wiedemann 1828.  Anthrax epilais ingår i släktet Anthrax och familjen svävflugor. Inga underarter finns listade i Catalogue of Life.